# Bahnradsport-Europameisterschaften der Junioren/U23 2026

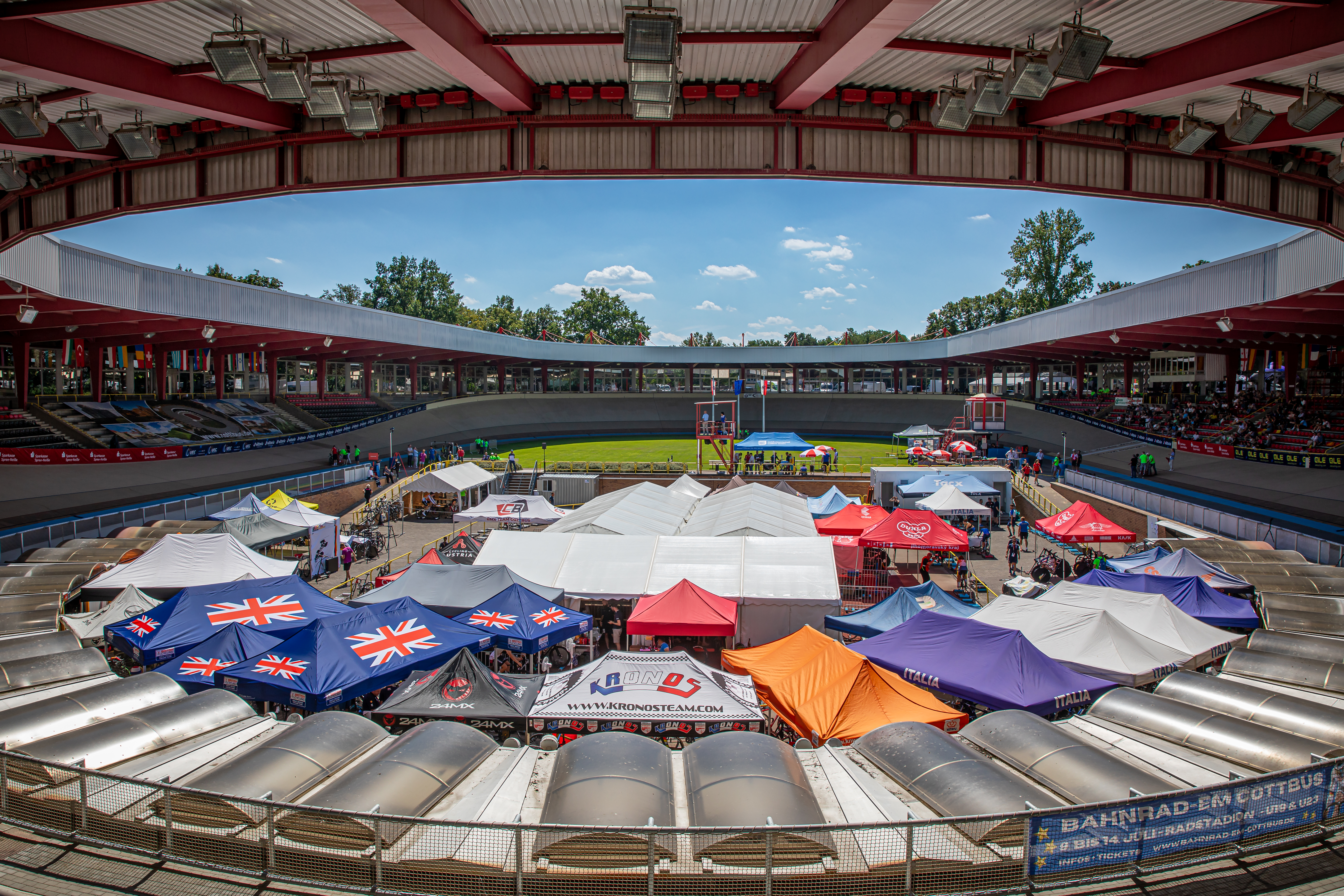
Das Lausitz Velodrom während der Nachwuchs-Europameisterschaften 2024

Die Bahnradsport-Europameisterschaften der Junioren/U23 2026 (2026 UEC Track Juniors & U23 European Championships) sind vom  7. bis 12. Juli 2026 im deutschen Cottbus im dortigen Lausitz Velodrom geplant.
Ursprünglich sollten die Europameisterschaften in Tel Aviv-Jaffa ausgetragen werden. Wegen der dortigen unsicheren Situation entschied der europäische Radsportverband UEC jedoch, die Meisterschaften nach 2024 erneut nach Cottbus zu vergeben.